# Алексеевский сельсовет (Башмаковский район)
Алексеевский сельсовет — сельское поселение в Башмаковском районе Пензенской области Российской Федерации.
Административный центр — село Никульевка.

## История
Статус и границы сельского поселения установлены Законом Пензенской области от 2 ноября 2004 года № 690-ЗПО «О границах муниципальных образований Пензенской области».
15 мая 2019 года к Алексеевскому сельсовету присоединён Починковский сельсовет.

## Население
| 2010  | 2012  | 2013  | 2014  | 2015  | 2016  | 2017  |
| ----- | ----- | ----- | ----- | ----- | ----- | ----- |
| 1139  | ↘1085 | ↘1081 | ↘1078 | ↘1058 | ↘1054 | ↘1043 |
| 2018  | 2021  |       |       |       |       |       |
| ↘1023 | ↗1379 |       |       |       |       |       |

## Состав сельского поселения
| № | Населённый пункт | Тип населённого пункта       | Население |
| - | ---------------- | ---------------------------- | --------- |
| 1 | Алексеевка       | село                         | ↘224      |
| 2 | Марат            | село                         | ↘444      |
| 3 | Никульевка       | село, административный центр | ↘915      |